# Katolička Crkva u Srbiji
Katolička Crkva u Srbiji je vjerska zajednica u Srbiji, dio opće Katoličke Crkve u punom zajedništvu s Rimskom kurijom i papom. Prema popisu iz 2002. u Srbiji je živjelo 410 976 katolika, koji su činili oko 5,48 % stanovništva. Katolici uglavnom žive u općinanama sjeverne Vojvodine.

## Ustroj
Unutar Srbije, Katolička Crkva se sastoji od:
| - nadbiskupija - biskupija                                               |
| - Beogradska nadbiskupija - Subotička biskupija - Zrenjaninska biskupija |
| - Prizrensko-prištinska biskupija - Srijemska biskupija                  |

Srijemska biskupija je sufragan Đakovačko-osječke nadbiskupije. Kosovo je sporno područje koje je jednostrano proglasilo neovisnost od Srbije 2008. Od 2000. na Kosovu se nalazi Apostolsko poslanstvo u Prizrenu, kojem pripadaju i neki dijelovi južne Srbije u kojem živi albansko stanovništvo. Ovo poslanstvo je 2018. godine uzdignuto na razinu biskupije Prizrensko-prištinske. 
Apostolski egzarhat za grkokatolike u Srbiji i Crnoj Gori osnovan je 28. kolovoza 2003. za katolike istočnih crkava, bizantskog obreda, koji je 2018. godine uzdignut na razinu eparhije

## Brojnost
|                     | popis 1921. | popis 1921. | popis 1991. | popis 1991. | popis 2002. | popis 2002. | popis 2011. | popis 2011. |
| broj                | %           | broj        | %           | broj        | %           | broj        | %           |             |
| ------------------- | ----------- | ----------- | ----------- | ----------- | ----------- | ----------- | ----------- | ----------- |
| katolici            | 751 429     | 17,16       | 496 226     | 6,4         | 410 976     | 5,48        | 356 957     | 4,97        |
| ukupno stanovništvo | 4 378 595   | 100         | 7 759 571   | 100         | 7 498 001   | 100         | 7 186 862   | 100         |